# Eurobahn
Die Eurobahn GmbH & Co. KG (Eigenschreibweise eurobahn) betreibt Schienenpersonennahverkehr in Nordrhein-Westfalen und Niedersachsen mit grenzüberschreitenden Zügen nach Venlo und Hengelo.
Das Unternehmen mit Sitz in Düsseldorf hat ca. 900 Mitarbeiter (Stand Oktober 2021). Zu diesen werden mehr als 600 Triebfahrzeugführer und Kundenbetreuer gezählt. Die gesamte Verkehrsleistung umfasst 16,3 Millionen Zug-Kilometer (Stand 2018). In Westfalen übernimmt die Eurobahn rund ein Drittel aller Fahrten im Regionalverkehr.
Seit Mai 2025 ist die Eurobahn vorübergehend ein Tochterunternehmen des SPNV-Aufgabenträgers Nahverkehr Westfalen-Lippe (NWL), der den Großteil der Leistungen der Eurobahn bestellt. Frühere Eigentümer waren in verschiedenen Konstellationen Rhenus (ein Unternehmen des Rethmann-Konzerns), Keolis (ein Unternehmen der französischen Eisenbahnen und der Rentenkasse von Quebec), sowie die Anwaltskanzlei Noerr.

## Unternehmensgeschichte
Im Jahr 1998 wurde die Eurobahn Verkehrsgesellschaft mbH & Co KG mit Sitz in Wachenheim gegründet. Die Gesellschafter waren anfangs Via Générale de Transport et d'Industrie (Via GTI), ab 1999 ein Tochterunternehmen der SNCF, mit 60 % und Rhenus, die zum Rethmann-Konzern gehört, mit 40 %.
Die erste von der Eurobahn bediente Bahnstrecke war die im Jahr 1999 reaktivierte Donnersbergbahn von Alzey nach Kirchheimbolanden, in Rheinland-Pfalz, wo der Betrieb am 30. Mai 1999 aufgenommen wurde. Im Jahr 2000 wurde mit dem Betrieb zwischen Bielefeld und Rahden bzw. Lemgo (Ravensberger Bahn und der Lipperländer) erstmals eine Strecke in Nordrhein-Westfalen betrieben.
Im November 2000 übernahm das Tochterunternehmen Freiberger Eisenbahngesellschaft mbH den Verkehr auf der Bahnstrecke Freiberg–Holzhau in Sachsen.
Aus der Eurobahn Verkehrsgesellschaft wurde im September 2001 die Rhenus Keolis mit Sitz in Mainz. Die Gesellschafter waren Rhenus mit 51 % und Keolis mit 49 %. In diesem Unternehmen wurden die Eisenbahnbetriebe Alzey, Bielefeld und Freiberg und die Busbetriebe in Bad Kreuznach und Zweibrücken zusammengeführt. Zum Start der Rhenus Keolis hatte das Unternehmen ca. 180 Mitarbeiter.
Die Gesellschafter Keolis und die Rhenus teilten das Unternehmen Anfang Dezember 2007 in die Keolis Deutschland GmbH & Co. KG, die den Betrieb um Bielefeld mit der Marke „eurobahn“ übernahm, und Rhenus Veniro, das die anderen beiden Eisenbahnverkehrsunternehmen in Alzey und Freiberg sowie die Busbetriebe übernahm. Keolis Deutschland übernahm nach 2007 bis 2017 weitere Bahnnetze in Nordrhein-Westfalen und angrenzenden Gebieten.
Im Oktober 2021 kündigte der Keolis-Mutterkonzern an, er wolle sich aus dem deutschen SPNV-Markt zurückziehen; als Grund wurden anhaltende Verluste genannt. Das Unternehmen handelte mit den Aufgabenträgern neue Verkehrsverträge aus, wodurch der Betrieb verlustfrei weitergeführt werden kann. Zum 1. Januar 2022 wurde die Keolis Deutschland GmbH & Co. KG in eurobahn GmbH & Co. KG umbenannt, von Keolis mit zusätzlichem Kapital ausgestattet und an die Anwaltskanzlei Noerr übertragen. Diese hält die Anteile an der Eurobahn über ihre Tochtergesellschaft Team Treuhand, die in „Übergangsphasen“ die Gesellschafterstellung bei Unternehmen übernimmt.
Noerr sollte einen neuen strategischen Investor finden, blieb dabei jedoch erfolglos.
Wegen Personalmangels kommt es bei der eurobahn seit 2024 vermehrt zu Zugausfällen, weshalb seit April 2024 auf Teilen des Liniennetzes nach einem Notfahrplan gefahren wird.
Um die angeschlagene Eurobahn zu retten, prüfte einer der zuständigen Aufgabenträger, der Nahverkehr Westfalen-Lippe (NWL), im Lauf des Jahres 2024 die Übernahme des Unternehmens und teilte im Dezember 2024 mit, dass die temporäre Übernahme der Eurobahn-Anteile durch den NWL für einen symbolischen Euro „die wirtschaftliche Abwärtsspirale stoppen und die Zukunft des Unternehmens wieder in geregelte, zielführende Bahnen lenken“ könne. Die Umsetzung dieser Lösung sollte, nachdem die beteiligten Gebietskörperschaften und Zweckverbände zugestimmt haben, bis auf weiteres zum 1. April 2025 erfolgen. Letztlich wurde der Kaufvertrag am 6. Mai 2025 unterzeichnet.

## Liniennetz

### Übersicht

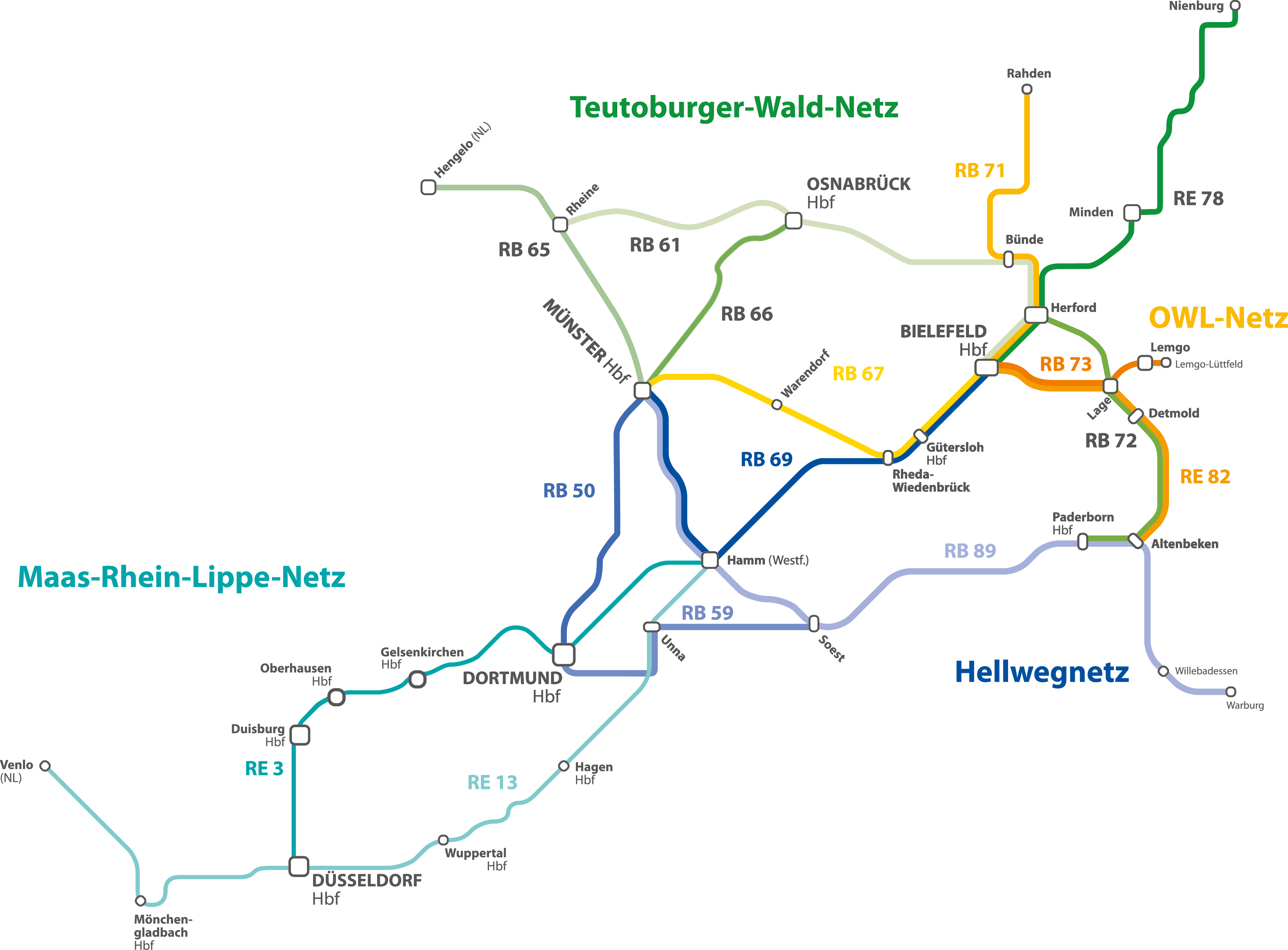
Streckennetz seit 10. Dezember 2017

Die Eurobahn betreibt 15 Linien in vier verschiedenen Netzen:
- Teutoburger-Wald-Netz: RB 61, RB 65, RB 66, RB 72, RE 78
- Ostwestfalen-Lippe-Netz: RB 67, RB 71, RB 73, RE 82
- Hellweg-Netz: RB 50, RB 59, RB 69, RB 89
- Maas-Rhein-Lippe-Netz: RE 3, RE 13

| Linie       | Name                  | KBS           | Zuglauf | Vertragslaufzeit                                 |
| ----------- | --------------------- | ------------- | --- | ------------------------------------------------ |
| RE 3        | Rhein-Emscher-Express | 415, 416      | Hamm – Dortmund – Gelsenkirchen – Duisburg – Düsseldorf | Dez. 2009 bis Dez. 2026                          |
| RE 13       | Maas-Wupper-Express   | 485, 455      | Hamm – Hagen – Wuppertal – Düsseldorf – Neuss – Mönchengladbach – Viersen – Venlo                                                                            | Dez. 2009 bis Dez. 2026                          |
| RB 50       | Der Lüner             | 411           | Münster – Lünen – Dortmund | Dez. 2008 bis Dez. 2018 Dez. 2018 bis Dez. 2030  |
| RB 59       | Hellweg-Bahn          | 431           | Dortmund – Holzwickede – Unna – Werl – Soest | Dez. 2008 bis Dez. 2018 Dez. 2018 bis Dez. 2030  |
| RB 61       | Wiehengebirgsbahn     | 370, 375, 386 | Bielefeld – Osnabrück – Rheine – Bad Bentheim – Hengelo | Dez. 2017 bis Dez. 2032                          |
| RB 65       | Ems-Bahn              | 410           | Münster – Rheine | Dez. 2017 bis Dez. 2032                          |
| RB 66       | Teuto-Bahn            | 385           | Münster – Osnabrück | Dez. 2017 bis Dez. 2032                          |
| RB 67       | Der Warendorfer       | 406           | Münster – Warendorf – Rheda-Wiedenbrück – Bielefeld personalbedingter Ausfall Rheda-Wiedenbrück – Bielefeld                                                  | Dez. 2013 bis Dez. 2028                          |
| RB 69 RB 89 | Ems-Börde-Bahn        | 400, 410, 430 | Münster – Drensteinfurt – Hamm, dort Zugteilung Zugteil RB 69: Hamm – Gütersloh – Bielefeld Zugteil RB 89: Hamm – Soest – Lippstadt – Paderborn ( – Warburg) | Dez. 2008 bis Dez. 2018 Dez. 2018 bis Dez. 2030  |
| RB 71       | Ravensberger Bahn     | 386           | Rahden – Bünde – Bielefeld | Dez. 2000 bis Dez. 2013, Dez. 2013 bis Dez. 2028 |
| RB 72       | Ostwestfalen-Bahn     | 405           | Herford – Detmold – Altenbeken – Paderborn | Dez. 2017 bis Dez. 2032                          |
| RB 73       | Der Lipperländer      | 404           | Bielefeld – Oerlinghausen – Lage – Lemgo-Lüttfeld | Dez. 2000 bis Dez. 2013, Dez. 2013 bis Dez. 2028 |
| RE 78       | Porta-Express         | 124, 400      | Nienburg – Minden – Bielefeld (– Rheda-Wiedenbrück) | Dez. 2017 bis Dez. 2032                          |
| RE 82       | Der Leineweber        | 404, 405      | Bielefeld – Lage – Detmold – Altenbeken personalbedingter Ausfall bis auf vier Fahrten                                                                       | Dez. 2013 bis Dez. 2028                          |

### Ostwestfalen-Lippe-Netz
Nach einer Ausschreibung des Zweckverband Verkehrsverbund OWL (VVOWL) im Jahr 1998 betreibt die Eurobahn seit Dezember 2000 in der Region Ostwestfalen-Lippe die zwei Linien RB 71 (Bielefeld–Rahden) und RB 73 (Bielefeld–Lemgo).
Nach der Neuausschreibung 2011 durch den Zweckverband Nahverkehr Westfalen-Lippe (NWL) gewann die Eurobahn wieder den Zuschlag für das Ostwestfalen-Lippe-Netz, dessen Vertragslaufzeit im Dezember 2013 begann. Im Zuge der Neuausschreibung ist das Netz um zwei weitere Linien, RB 67 (Bielefeld–Münster über Warendorf) und RE 82 (Bielefeld–Altenbeken) erweitert worden. Im Einsatz sind weiterhin Talent-Dieseltriebwagen.
Im Juli 2024 gab der NWL bekannt, dass er beabsichtigt den Betrieb der RE 82 zwischen Bielefeld und Horn-Bad Meinberg für vier Monate an DB Regio zu vergeben. Das Unternehmen soll die Linie anstelle der eurobahn im Zweistundentakt betreiben, da die eurobahn die Leistungserbringung aufgrund von Personalmangel stark einschränken musste. Der NWL entschied Ende November 2024, dass DB Regio auch weiterhin bis ins Jahr 2025 Leistungen des RE82 erbringen wird.

### Hellweg-Netz

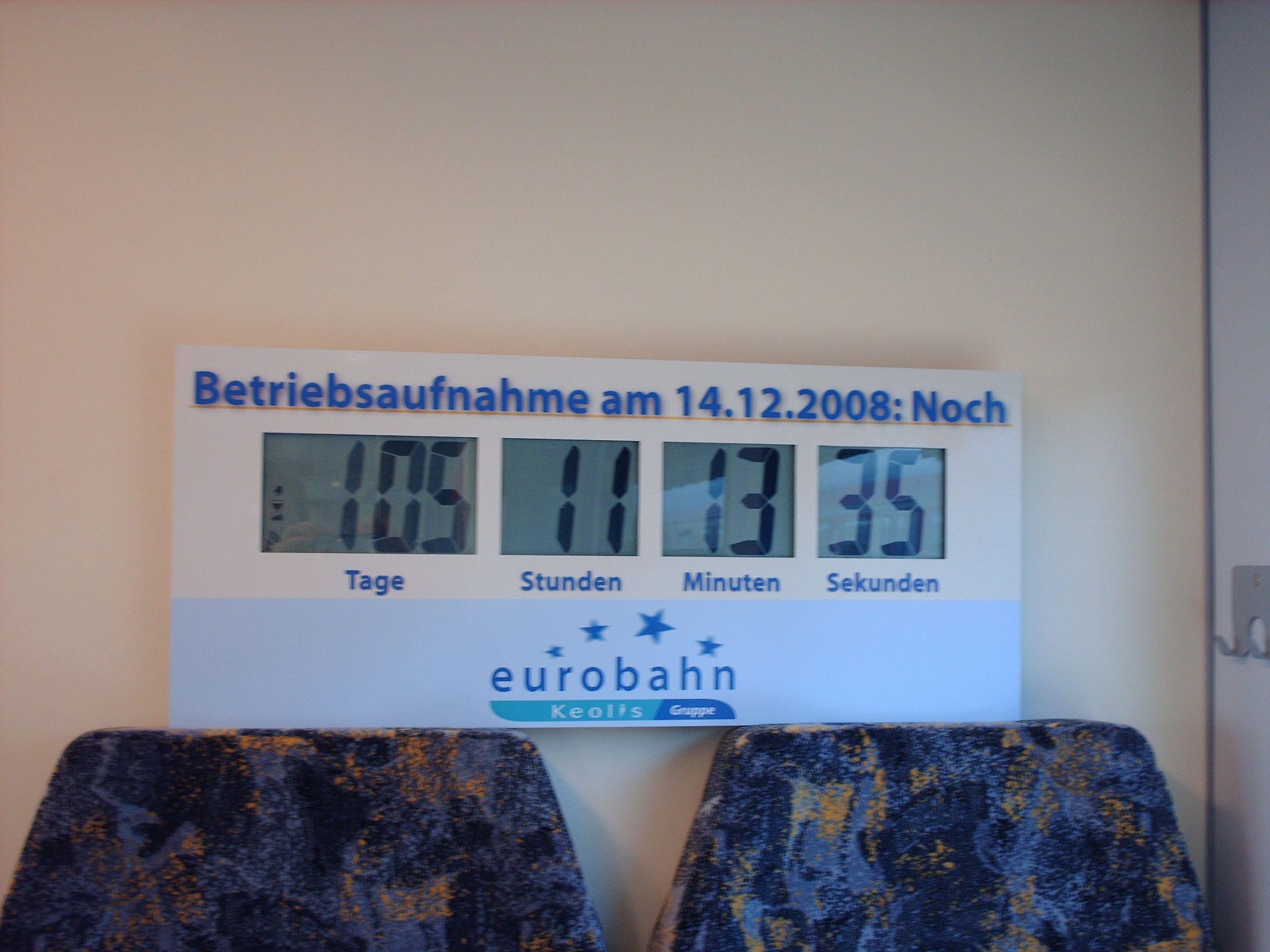
Countdown bis zur Betriebsaufnahme im Hellweg-Netz, 2008

Die Eurobahn gewann im März 2006 die Ausschreibungen für das Hellweg-Netz in Nordrhein-Westfalen, welches die Linien RB 50 (Dortmund–Münster), RB 59 (Dortmund–Soest), RB 69 (Bielefeld–Münster über Hamm) und RB 89 (Münster–Paderborn–Warburg) umfasst. Die Betriebsaufnahme erfolgte zum Fahrplanwechsel am 14. Dezember 2008. Auch die Folgeausschreibung, für den Zeitraum ab Dezember 2018, gewann die Eurobahn.
Aufgabenträger des Hellweg-Netzes waren zur ersten Ausschreibung der Nahverkehrsverbund Paderborn-Höxter (nph), Verkehrsverbund Rhein-Ruhr (VRR), Zweckverband Verkehrsverbund OWL (VVOWL), Zweckverband SPNV Ruhr-Lippe (ZRL) und Zweckverband SPNV Münsterland (ZVM). Zur zweiten Ausschreibung waren dies der Zweckverband Nahverkehr Westfalen-Lippe (NWL) und Verkehrsverbund Rhein-Ruhr (VRR).
Es ist das größte elektrisch betriebene Bahnnetz, das bis dahin an ein privates Eisenbahnunternehmen vergeben worden war. Die Eurobahn fährt auf diesem Netz mit Triebwagen vom Typ Stadler Flirt. Von Dezember 2010 bis Dezember 2016 fuhren einzelne Züge der Eurobahn über Warburg hinaus nach Kassel-Wilhelmshöhe. Die zuständigen Verkehrsverbünde glichen durch diese Fahrten den ausgedünnten Fernverkehr auf der Mitte-Deutschland-Verbindung aus.

### Maas-Rhein-Lippe-Netz
Im März 2007 gewann die Eurobahn die Ausschreibung des Maas-Rhein-Lippe-Netzes, welches vom Verkehrsverbund Rhein-Ruhr (VRR), dem Zweckverband SPNV Ruhr-Lippe (ZRL) und der Provinz Limburg ausgeschrieben wurde. Damit hat sie seit Dezember 2009 für 16 Jahre die Linien RE 3 (Düsseldorf–Hamm über Duisburg, Gelsenkirchen, Dortmund) und RE 13 (Hamm–Venlo über Hagen, Düsseldorf) übernommen.
Allerdings konnte die Übernahme der beiden Linien nicht wie geplant stattfinden, da das zuständige Eisenbahnbundesamt die Zulassung der für den Einsatz im Maas-Rhein-Lippe-Netz vorgesehenen 14 fünfteiligen FLIRT-Triebwagen vorerst verweigert hat. Grund hierfür waren fehlende Nachweise von Seiten des Herstellers Stadler Rail. Deshalb hat die Eurobahn den Betrieb nur mit einem Notfahrplan aufgenommen, der Ersatzzüge der DB auf der Linie RE 13 vorsah. Am 19. Februar 2010 hat das Eisenbahnbundesamt die Zulassung für die fünfteiligen FLIRT-Triebwagen erteilt. Seit dem 23. Juli 2010 liegt die Zulassung der vierteiligen Fahrzeuge für den kurzen niederländischen Abschnitt zwischen Kaldenkirchen Grenze und Venlo vor, so dass seit dem 25. Juli 2010 diese Fahrzeuge bis nach Venlo fahren dürfen. Aus Kapazitätsgründen war bis zur Zulassung der fünfteiligen Fahrzeuge ein Umstieg in Mönchengladbach notwendig.
Für die Zeit nach Ende des laufenden Verkehrsvertrages wurden die beiden Linien des Netzes getrennt voneinander ausgeschrieben. Den Zuschlag für den Betrieb Linie RE 13 ab 2026 erhielt im Dezember 2021 das Bahnunternehmen Regionalverkehre Start Deutschland.
Der RE 3 wird zusammen mit der Linie RE 41 (Bochum Hbf–Haltern am See) das neue Expressnetz Emscher bilden, welches im Dezember 2024 an VIAS Rail vergeben wurde.

### Teutoburger Wald-Netz
Am 6. November 2014 teilten der Zweckverband Nahverkehr Westfalen-Lippe (NWL), die Landesnahverkehrsgesellschaft Niedersachsen (LNVG) und die Regio Twente mit, dass die Eurobahn ab Dezember 2017 den SPNV auf dem sogenannten Teutoburger Wald-Netz von der Westfalenbahn und DB Regio für 15 Jahre übernimmt. Das Netz umfasst die Linien RB 61 (Bielefeld–Hengelo über Osnabrück), RB 65 (Münster–Rheine), RB 66 (Münster–Osnabrück), RB 72 (Herford–Paderborn) und RE 78 (Bielefeld–Nienburg).
Am 25. Februar 2015 wurde einem durch den Mitbewerber Westfalenbahn eingereichten Widerspruch durch das Verwaltungsgericht Münster stattgegeben. sodass das Vergabeverfahren neu aufgerollt werden musste. Am 30. Juni 2015 gab die Westfalenbahn bekannt, dass sie ihren Nachprüfungsantrag zurückziehen wird. Der Betrieb wurde am 10. Dezember 2017 aufgenommen.

### Weser-/Lammetalbahn
Von Ende 2003 bis Ende 2011 betrieb die Eurobahn die Regionalbahn-Linien RB 77 („Weser-Bahn“) und RB 79 („Lammetalbahn“) im Auftrag der Landesnahverkehrsgesellschaft Niedersachsen (LNVG) und des Zweckverband Verkehrsverbund OWL (VVOWL). Vorheriger Betreiber war DB Regio, Nachfolger war die NordWestBahn, mittlerweile werden die Linien wieder von der DB (Tochterunternehmen Start) betrieben.
| Linie | Name         | KBS | Zuglauf                             | Vertragslaufzeit        | Neuer Betreiber |
| ----- | ------------ | --- | ----------------------------------- | ----------------------- | --------------- |
| RB 77 | Weser-Bahn   | 372 | Bünde – Löhne – Hameln – Hildesheim | Dez. 2003 bis Dez. 2011 | NordWestBahn    |
| RB 79 | Lammetalbahn | 373 | Hildesheim – Bodenburg              | Dez. 2003 bis Dez. 2011 | NordWestBahn    |

### Fernverkehr zwischen Köln und Bielefeld
Vom 1. Dezember 2000 bis zum 28. Januar 2001 betrieb die Eurobahn zwischen Köln Hbf und Bielefeld Hbf einen privaten Fernverkehrszug, zum Einsatz kamen reguläre Talent-Triebwagen aus dem Nahverkehrsbestand. Sie gehörte damit zu den ersten Unternehmen, welche nach der 1994 eingeleiteten Bahnreform neben der DB Reise & Touristik AG (heute DB Fernverkehr) auf dem deutschen Schienenpersonenfernverkehrsmarkt agierte. Die Fahrzeit betrug zweieinhalb Stunden, die Verbindung wurde jedoch nur freitags und sonntags angeboten (je ein Zugpaar). Zwischenhalte waren Gütersloh Hbf, Dortmund Hbf, Düsseldorf Flughafen und Düsseldorf Hbf.
Eine einfache Fahrt über die Gesamtstrecke kostete inklusive Platzreservierung 40 DM. Damit lag der Fahrpreis um ein Drittel unter dem der DB, darüber hinaus wurde ein Begrüßungsgetränk gereicht. Wegen mangelnder Bekanntheit und der daraus resultierenden schlechten Auslastung stellte das Unternehmen das Angebot jedoch nach nur zwei Monaten wieder ein. Pro Fahrt saßen nur 20 bis 30 Fahrgäste in den Zügen.
| Linie       | Name        | KBS      | Zuglauf                                              | Vertragslaufzeit        | Neuer Betreiber |
| ----------- | ----------- | -------- | ---------------------------------------------------- | ----------------------- | --------------- |
| Fernverkehr | Fernverkehr | 400, 415 | Bielefeld – Gütersloh – Dortmund – Düsseldorf – Köln | Dez. 2000 bis Jan. 2001 | keiner          |

### S-Bahn Rhein-Ruhr

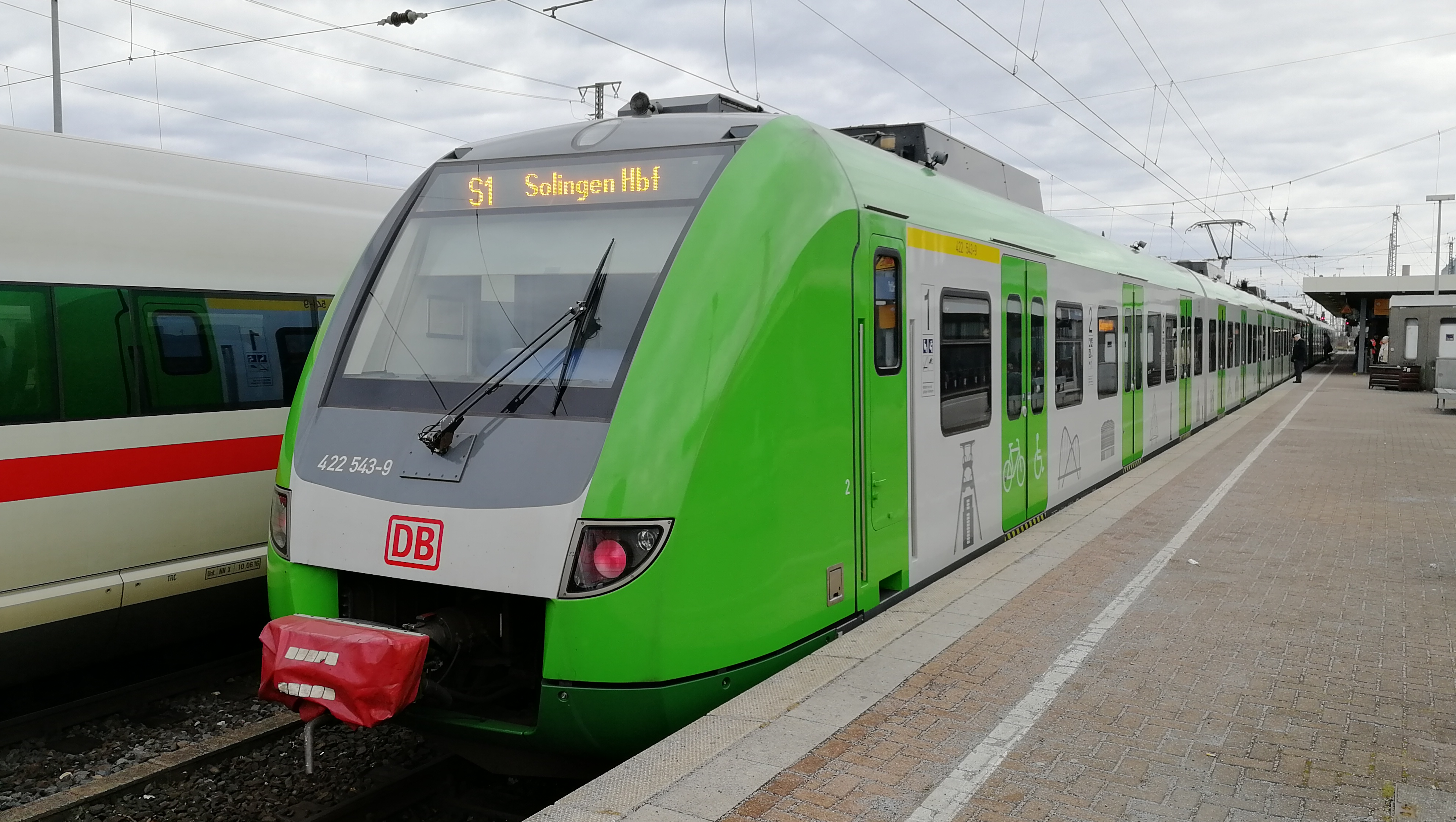
S-Bahn-Zug der Baureihe 422 im neuen unternehmensneutralen VRR-Design in Dortmund Hbf

Zum 7. Juli 2016 gab der Verkehrsverbund Rhein-Ruhr bekannt, dass Keolis das Teillos 1 der Ausschreibung des S-Bahnnetzes an Rhein und Ruhr gewonnen habe. So sollten die Linien S 1 und S 4 ab Dezember 2019 von der Eurobahn mit Fahrzeugen der Baureihe 422 in einem unternehmensneutralen VRR-Design betrieben werden.
Am 18. September 2019 wurde der Vertrag vom VRR jedoch gekündigt, da absehbar war, dass zum Vertragsbeginn nicht genügend Triebfahrzeugführer für einen zuverlässigen Betrieb zur Verfügung stehen würden. Am 30. September 2019 teilte die Deutsche Bahn mit, dass sie den Betrieb bis Ende 2021 weiterhin übernehme. Nachdem Keolis zunächst rechtliche Schritte eingeleitet hatte, einigten sich VRR und Keolis im Dezember 2019 außergerichtlich. Keolis würde sich an einer neuen Ausschreibung nicht wieder beteiligen. Letztendlich gewann DB Regio die Ausschreibung bis 2031.
| Linie                                             | Name              | Zuglauf | Vertragslaufzeit                                                                                            |
| ------------------------------------------------- | ----------------- | --- | --- |
| S 1                                               | S-Bahn Rhein-Ruhr | Dortmund – Bochum – Essen – Mülheim – Duisburg – Düsseldorf – Hilden – Solingen                                                                                          | Dez. 2019 – Dez. 2034 (aufgrund der Kündigung des Verkehrsvertrag ist der Betrieb nicht aufgenommen worden) |
| S 4                                               | S-Bahn Rhein-Ruhr | Unna – Unna-Königsborn – Dortmund-Wickede – Dortmund-Brackel – Dortmund Stadthaus – Dortmund-Marten Süd – Dortmund-Germania – Dortmund-Somborn – Dortmund-Lütgendortmund | Dez. 2019 – Dez. 2034 (aufgrund der Kündigung des Verkehrsvertrag ist der Betrieb nicht aufgenommen worden) |
| Fahrleistung: 4,8 Millionen Zugkilometer pro Jahr |                   | | |

## Fahrzeuge

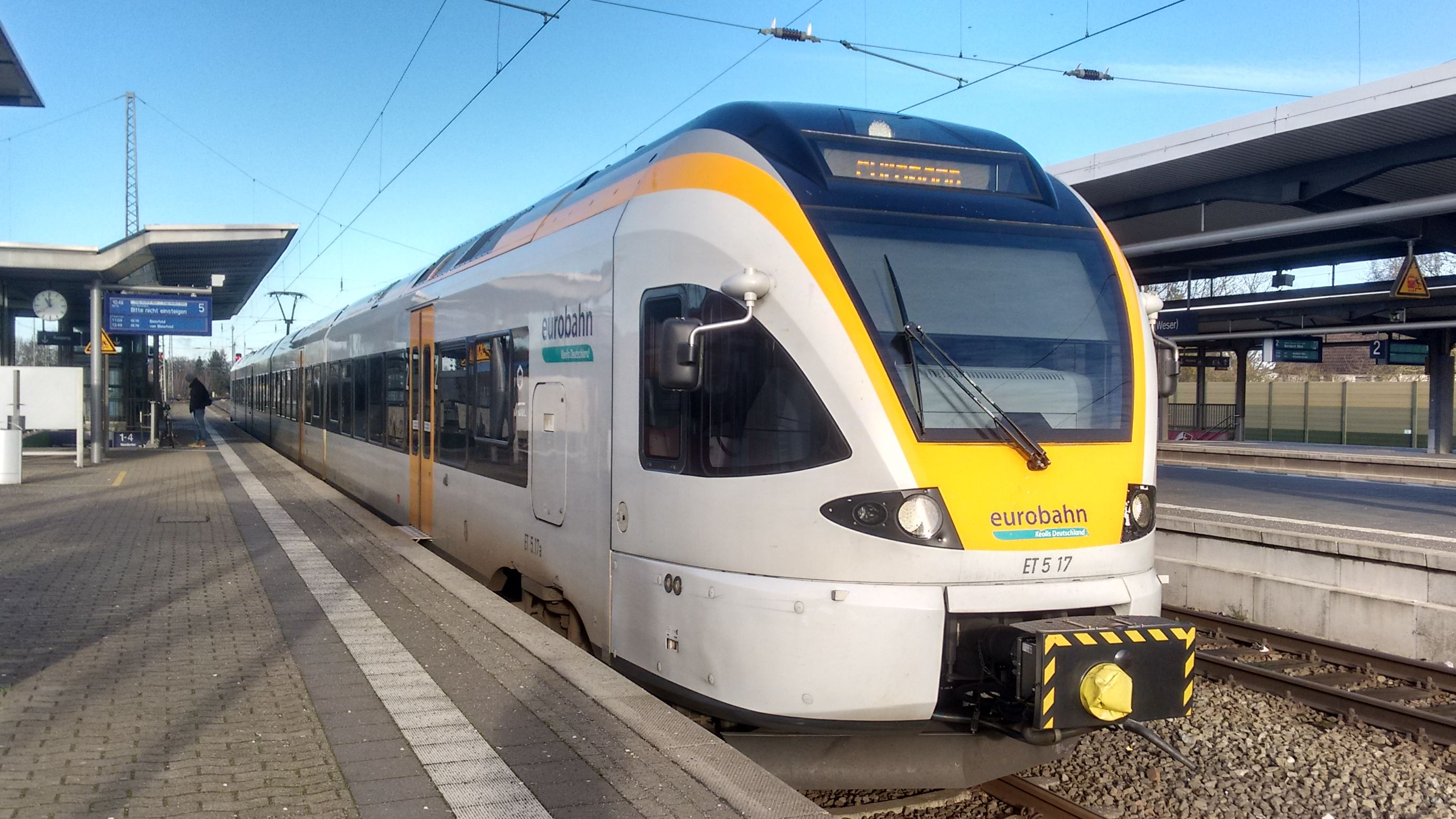
Maas-Rhein-Lippe-Netz und Hellweg-Netz: Stadler Flirt 2

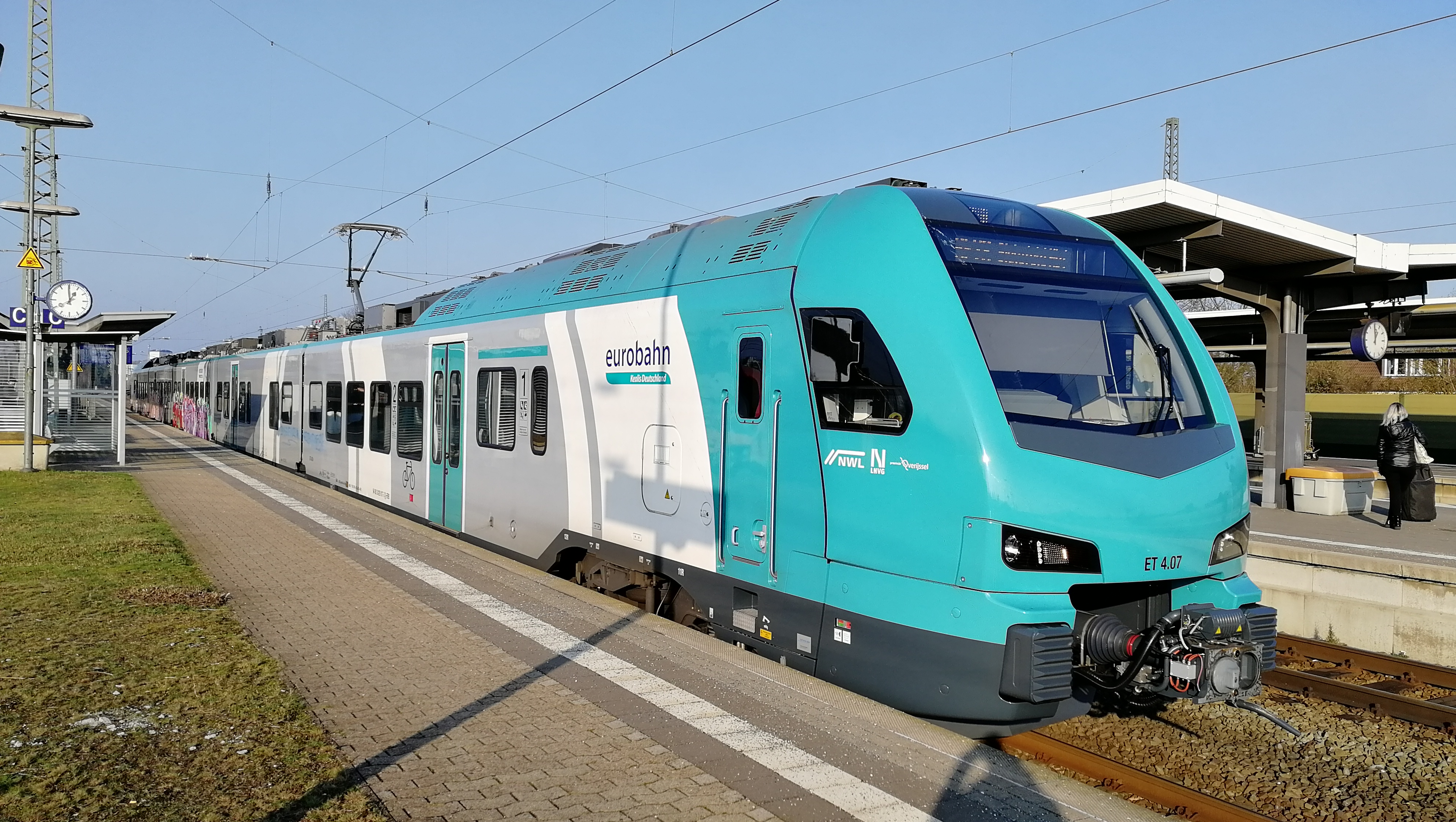
Teutoburgerwald-Netz: Stadler Flirt 3

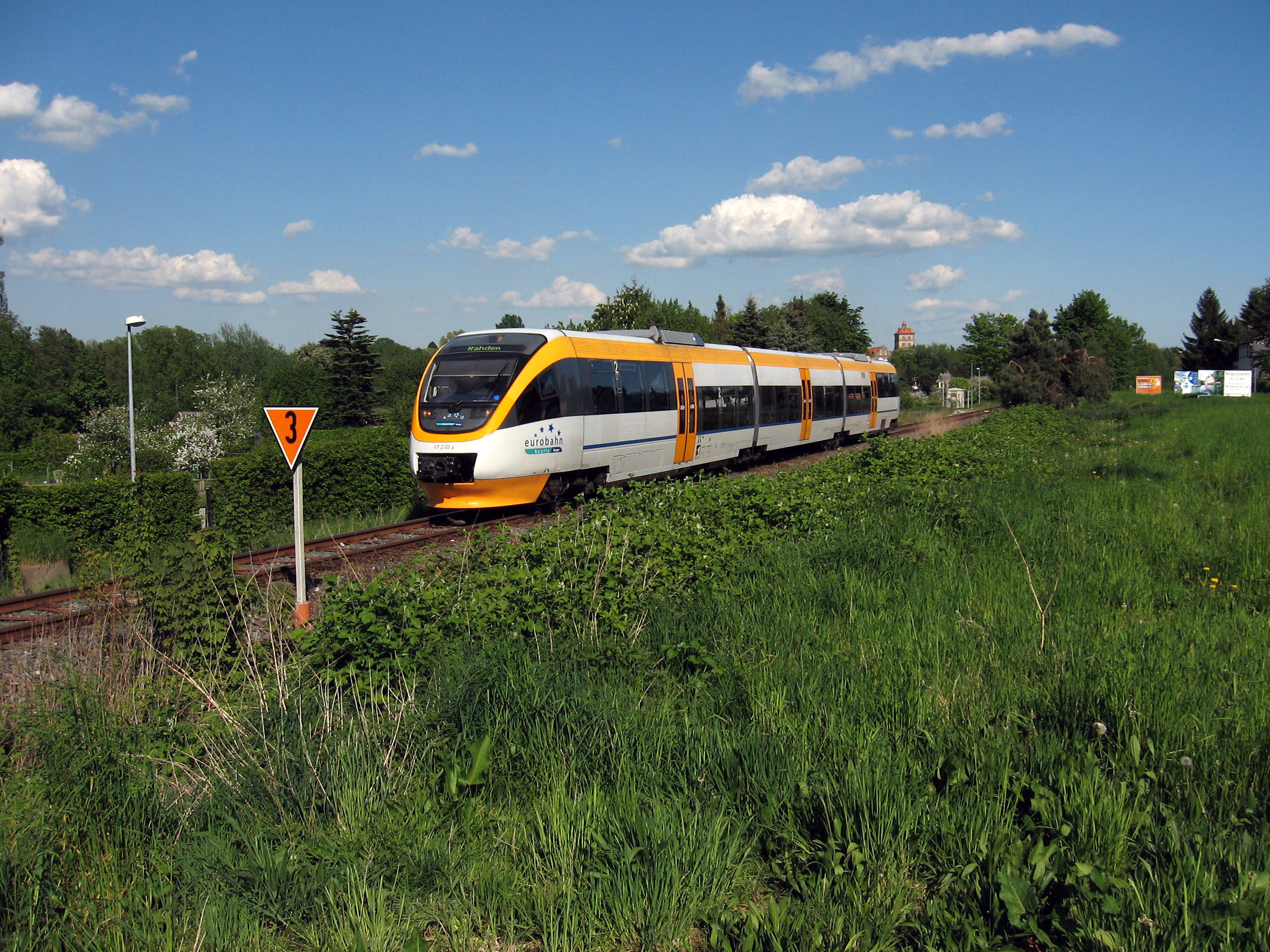
Dieselnetz Ostwestfalen-Lippe: Bombardier Talent

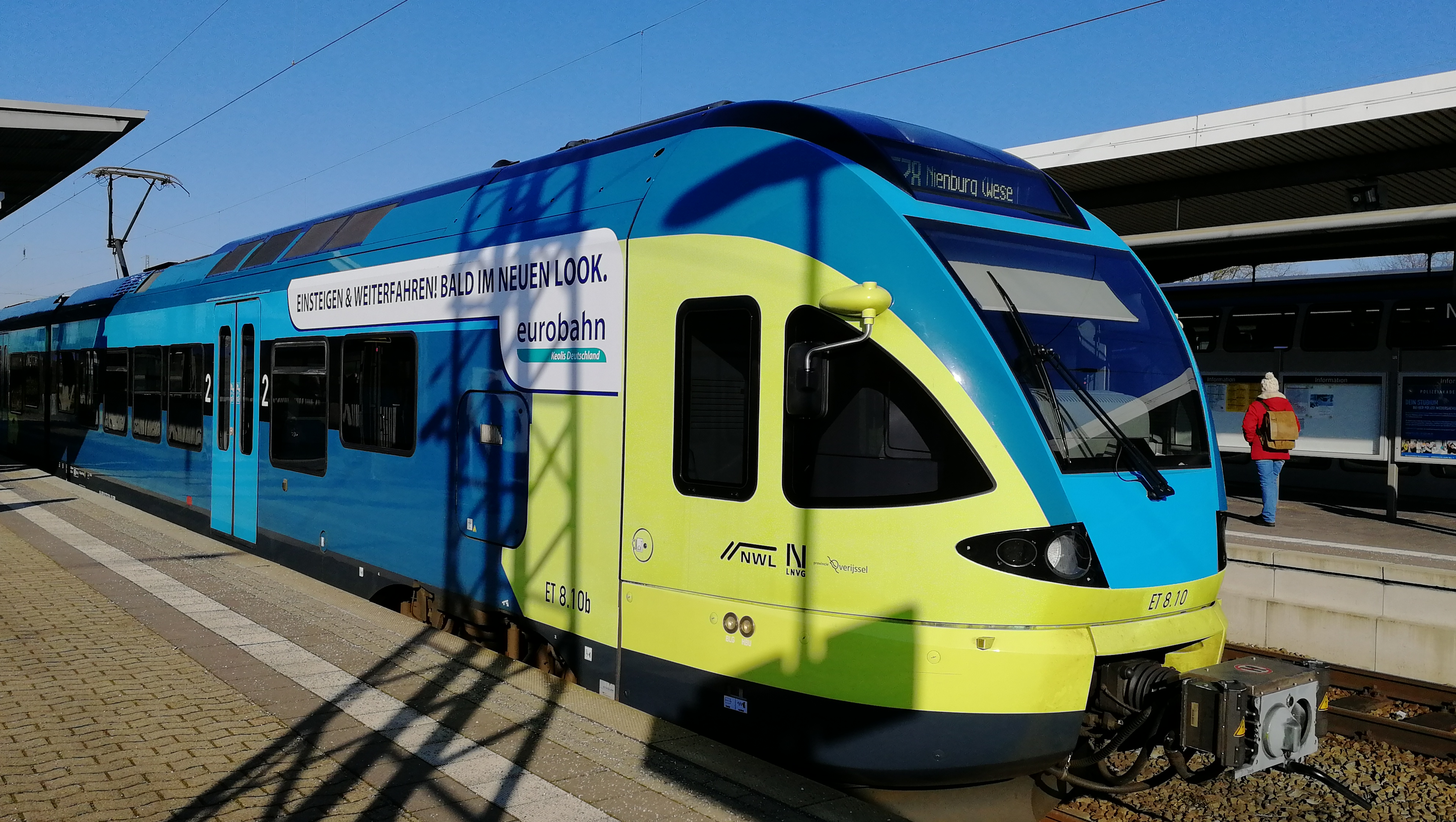
Teutoburgerwald-Netz: Stadler Flirt 1

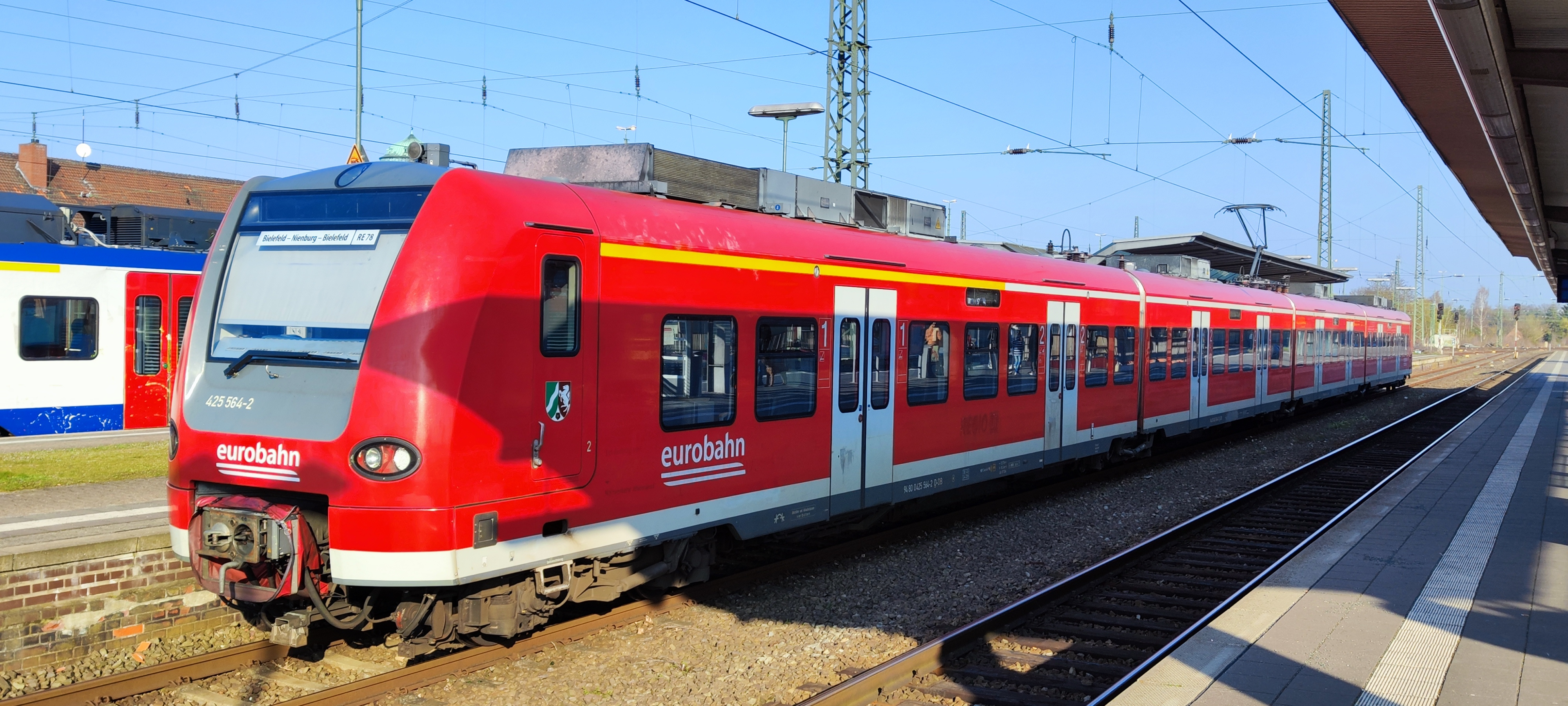
Triebwagen 425 564 (angemietet von DB Gebrauchtzug, mit eurobahn-Logos), Bahnhof Nienburg (Weser)

Für den Betrieb auf der Weser- und Lammetalbahn stellte der Aufgabenträger LNVG der Eurobahn elf Fahrzeuge vom Typ Alstom LINT 41 bereit. Diese wurden nach Vertragsende dem neuen Betreiber der Linien NordWestBahn übergeben.
Auf den Diesellinien in Ostwestfalen setzt die Eurobahn seit ihrer Gründung dreiteilige Talent-Triebwagen ein. Zur Betriebsaufnahme auf den Linien RB 71 und RB 73 sind insgesamt sieben Niederflur-Triebzüge beschafft worden, welche die Bezeichnung VT 2.01 – VT 2.07 tragen. Diese Fahrzeuge sind auch für die Fernzugleistungen nach Köln genutzt worden. Für längere Zeiträume kamen auch Leihfahrzeuge aus dem Alpha-Trains-Pool zum Einsatz, häufig sind diese als VT 2.08 ff. bezeichnet worden.
Zum Fahrplanwechsel im Dezember 2013 begann der neue Verkehrsvertrag für das Dieselnetz, für den 14 zusätzliche Talente von Alpha Trains in Hochflurausführung beschafft worden sind (VT 3.01 – VT 3.14). Diese Fahrzeuge standen zuvor bei der NordWestBahn, der Bayerischen Oberlandbahn und RegioJet im Einsatz. Bedingt durch die kurze Zeit zwischen Fahrzeugübergabe und Betriebsaufnahme sind die Fahrzeuge zunächst noch in Lackierung der Altbetreiber unterwegs gewesen, nur kleine Aufkleber wiesen auf den neuen Betreiber hin. Mit dem neuen Verkehrsvertrag hat sich auch die Fahrzeugverteilung geändert. Während auf den Linien östlich von Bielefeld (RB 73 und RE 82) vorzugsweise die Niederflurfahrzeuge eingesetzt werden, kommen auf den Nord-Süd-Strecken (RB 67 und RE 71) die Hochflurfahrzeuge zum Einsatz.
Seit Sommer 2020 sind zusätzlich drei Talent-Triebwagen (Niederflurvariante) von Alpha Trains im Fuhrpark, welche zuvor bei der Bayerischen Oberlandbahn im Einsatz gestanden haben. Sie werden als VT 1.01 – 1.03 bezeichnet. Zur Überbrückung eines Fahrzeugmangels war 2022 ein weiteres Leihfahrzeug (643 370, intern VT 643.20) vorhanden.
Auf den Strecken des Hellweg-Netzes und des Maas-Rhein-Lippe-Netzes kommen 43 FLIRT-Elektrotriebwagen zum Einsatz. Die E-Triebwagen gliedern sich in 25 Vier-Teiler (ET 5.01–ET 5.25) des Baujahrs 2008, vier Vier-Teiler aus einer Nachbestellung des Jahres 2009 (ET 6.01–ET 6.04) und 14 Fünf-Teiler (ET 7.01–ET 7.14) ebenfalls aus 2009. Das Eisenbahn-Bundesamt hatte letzteren allerdings zu Beginn die Zulassung verweigert. Schuld daran sollten fehlende Unterlagen des Herstellers Stadler Rail sein. Die Eurobahn konnte daher den Betrieb auf dem Maas-Rhein-Lippe-Netz nur eingeschränkt aufnehmen und veröffentlichte einen Ersatzfahrplan. Für den Ersatzverkehr auf dem RE 13 wurden 15 Lokomotiven der Baureihe 185, sechs Dieseltriebwagen der Baureihe 642 und zahlreiche Personenwagen verschiedener Bauart angemietet. Neben eigenen FLIRT-Triebzügen aus dem Hellwegnetz konnte die Eurobahn auch ein Fahrzeug der Westfalenbahn anmieten. Teilweise sind auch Leistungen von DB Regio mit x-Wagen übernommen worden. Auf dem Streckenabschnitt bis Venlo fuhr die Deutsche Bahn einen Ersatzverkehr bis zur Zulassung der Fahrzeuge in den Niederlanden.
Für einen begrenzten Zeitraum kamen auf einer morgendlichen Verstärkerleistung der Linie RB 89 von Hamm nach Münster Zentrum Nord auch Dieseltriebwagen vom Typ Talent zum Einsatz.
Mit der Vertragsverlängerung für das Hellweg-Netz werden neben den bestehenden vierteiligen Flirt-Fahrzeugen zusätzlich fünf fünfteilige Flirt-3-Fahrzeuge eingesetzt. Diese kommen zur Kapazitätssteigerung auf der Linie RB 50 zum Einsatz.
Für die Strecken des Teutoburger-Wald-Netzes wurden bei Stadler Pankow acht fünfteilige Flirt 3 für den grenzüberschreitenden Einsatz zwischen Deutschland und den Niederlanden bestellt. Diese werden überwiegend auf der Linie RB 61 Bielefeld – Bad Bentheim – Hengelo („Wiehengebirgsbahn“) eingesetzt. Die acht neuen Flirt 3 ergänzen die Flotte von 19 Flirt-Fahrzeugen, die zum Fahrplanwechsel am 10. Dezember 2017 von der WestfalenBahn übernommen wurden.
Aufgrund Fahrzeugmangels im Maas-Rhein-Lippe Netz stellte der VRR im September 2021 drei dreiteilige Stadler Flirt 3XL Triebwagen aus dem Reservebestand der Eurobahn zur Verfügung. Die ursprünglich für die Regiobahn beschafften Fahrzeuge wurden als ET 4.31 bis 4.33 bezeichnet und kamen ausschließlich auf der Linie RE3 zum Einsatz. Da die Fahrzeuge seit dem Fahrplanwechsel im Dezember 2022 auf neu eingeführten Linien im VRR benötigt werden, mussten die Züge wieder abgegeben werden.
Im Februar 2023 mietete die Eurobahn drei Elektrotriebzüge der DB-Baureihe 425 von DB-Gebrauchtzug für das Teutoburgerwald-Netz an. Die Züge fuhren noch in ihrer ursprünglichen Lackierung und wurden nur mit eurobahn-Aufklebern versehen. Diese Züge wurden „extern“ bei der DB-Regio in Essen gewartet. Der Einsatz endete am 27. Juni 2023.

### Einsatz der Fahrzeuge
Stand 2024 setzt die Eurobahn folgende Fahrzeuge ein:
| Netz                    | Fahrzeugtyp         | Teile | Stückzahl | Baujahr | Fahrzeugnummern                                                         |
| ----------------------- | ------------------- | ----- | --------- | ------- | ----------------------------------------------------------------------- |
| Ostwestfalen-Lippe-Netz | Bombardier Talent   | 3     | 3         | 1998    | VT 1.01 – 1.03 (Tiefeinstieg, ehemalig BOB, 1. Klasse)                  |
| Ostwestfalen-Lippe-Netz | Bombardier Talent   | 3     | 7         | 1999    | VT 2.01 – 2.07 (Tiefeinstieg, hauptsächlich RB 73/RE 82, nur 2. Klasse) |
| Ostwestfalen-Lippe-Netz | Bombardier Talent   | 3     | 14        | 2004    | VT 3.01 – 3.14 (Hocheinstieg, nur 2. Klasse)                            |
| Hellweg-Netz            | Stadler FLIRT 1     | 4     | 25        | 2008    | ET 5.01 – 5.25                                                          |
| Hellweg-Netz            | Stadler FLIRT 3     | 5     | 5         | 2018    | ET 4.21 – 4.25 (nur RB 50)                                              |
| Maas-Rhein-Lippe-Netz   | Stadler FLIRT 1     | 4     | 4         | 2009    | ET 6.01 – 6.04                                                          |
| Maas-Rhein-Lippe-Netz   | Stadler FLIRT 1     | 5     | 14        | 2009    | ET 7.01 – 7.14                                                          |
| Teutoburger-Wald-Netz   | Stadler FLIRT 3(MS) | 5     | 8         | 2017    | ET 4.01 – 4.08                                                          |
| Teutoburger-Wald-Netz   | Stadler FLIRT 1     | 3     | 14        | 2007    | ET 8.01 – 8.14                                                          |
| Teutoburger-Wald-Netz   | Stadler FLIRT 1     | 5     | 5         | 2007    | ET 9.01 – 9.05                                                          |

## Betriebswerke
Zur Wartung ihrer Dieseltriebwagen unterhält die Eurobahn ein Betriebswerk (Bw) im Bielefelder Ortsteil Sieker. Ein weiteres Betriebswerk in Hamm-Heessen wurde 2008 zur Wartung der Elektrotriebwagen des Hellweg-Netzes und des Maas-Rhein-Lippe-Netzes in Betrieb genommen. An diesem Standort stehen vier Wartungsgleise sowie eine Waschanlage zur Verfügung.

## Kundencenter
Die Eurobahn hat zwei Kundencenter als direkte Anlaufstellen für ihre Fahrgäste. Das Kundencenter in Hamm befindet sich direkt gegenüber dem Westausgang des Bahnhofs Hamm in der Unionstraße 3. Ein weiteres Kundencenter liegt am Hauptbahnhof Düsseldorf in der Immermannstraße 65 b (Bahnhofsvorplatz).

## Kritik

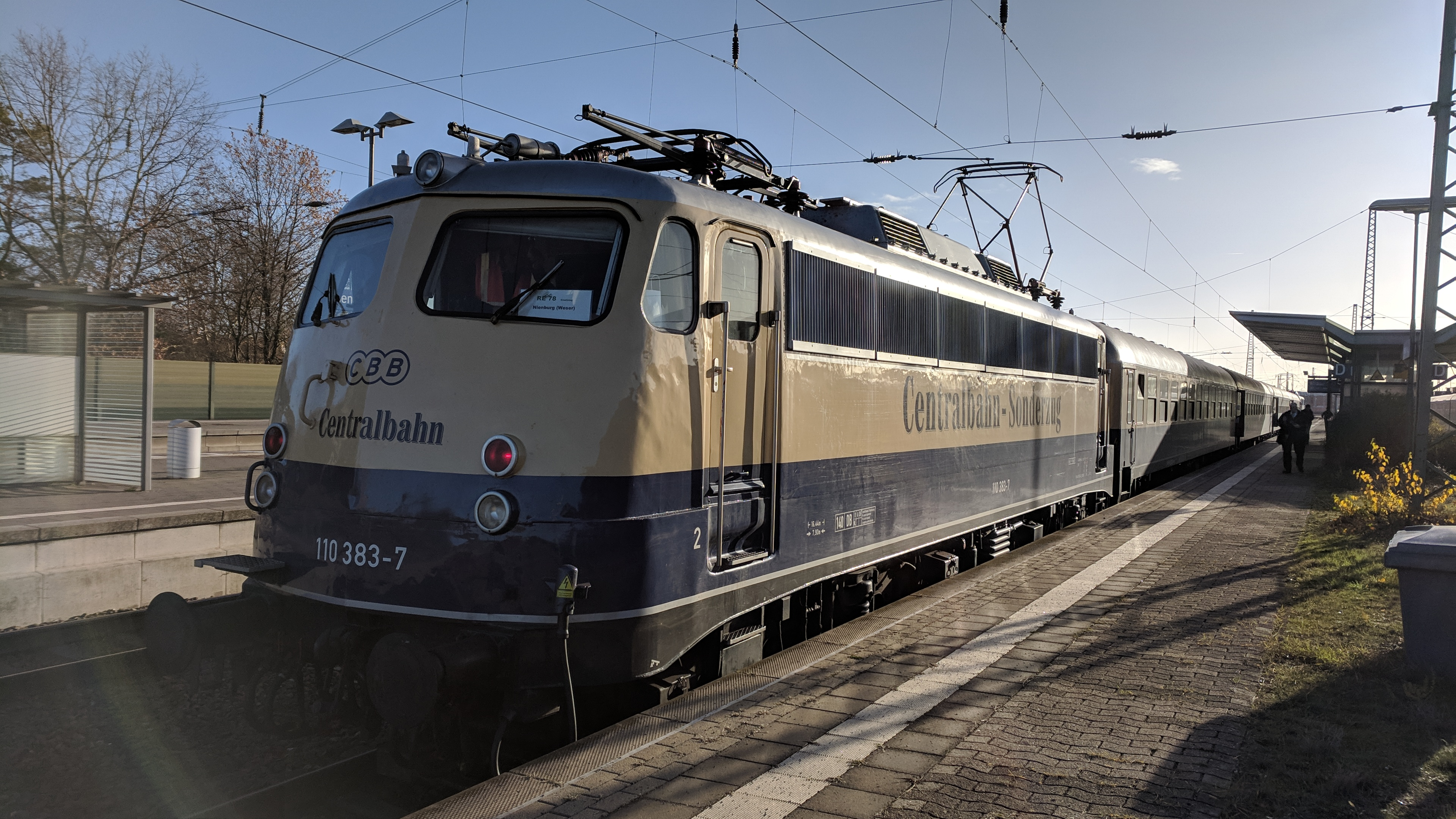
Ab November 2018 aufgrund von Fahrzeugmangel zwischen Minden und Nienburg eingesetzter Ersatzzug der Centralbahn AG

Die Eurobahn ist in den letzten Jahren wiederholt durch ausfallende Fahrten in ihren SPNV-Netzen aufgefallen, die mit der personellen Situation im Fahrbetrieb begründet wurden. Im Dezember 2016 entschied sich das Unternehmen aufgrund der Vielzahl an unvorhersehbaren Ausfällen das Verkehrsangebot auf sechs seiner zehn SPNV-Linien einzuschränken, um den Fahrgästen ein planbares Angebot bieten zu können. Dabei wurde insbesondere die Taktfrequenz der Linie RB 59 und der Linie RE 13 im Abschnitt Venlo – Mönchengladbach vorübergehend halbiert. Gleichzeitig qualifizierte das Unternehmen Triebfahrzeugführer nur, wenn für die Bewerber staatliche Leistungen in Anspruch genommen werden konnten. Eurobahn hat 2016 21 Triebfahrzeugführer neu eingestellt und startet 2017 eine eigenfinanzierte Ausbildung. Mittlerweile bietet das Unternehmen sogar Schulabgängern die Möglichkeit an, eine Ausbildung zum Eisenbahner im Betriebsdienst aufzunehmen. Außerdem wurde der bisherige Geschäftsführer Roland Zschunke in den Mutterkonzern Keolis versetzt. Seinen Posten übernahm Magali Euverte bis 2019, die einen stärkeren Fokus auf eine stabilere Betriebslage legen sollte. Dennoch kam es nach Übernahme des Teutoburger-Wald-Netzes am 10. Dezember 2017 erneut zu Problemen. So startete der grenzüberschreitende Betrieb auf der Strecke Hengelo–Bad Bentheim erst am 26. Februar 2018, während es auf anderen Strecken zu starken Einschränkungen mit Zugausfällen, geringerer Kapazität und schlechter Fahrgastinformation kam. Wegen dieser Missstände im neuen Netz wurde das Unternehmen daher durch den Auftraggeber NWL im Februar 2018 abgemahnt. Eine zweite Abmahnung erfolgte im Dezember 2018 für alle vier Netze.
Seit dem 8. April 2024 werden einige Linienabschnitte in Ostwestfalen und Niedersachsen nur noch seltener, im Schienenersatzverkehr mit Bussen oder gar nicht mehr von der Eurobahn bedient. Als Grund wird Personalmangel genannt. Dies betrifft die RB 65 (Ems-Bahn), RB 66 (Teuto-Bahn), RB 67 (Der Warendorfer), RE 78 (Porta-Express), RE 82 (Der Leineweber). Dieses zunächst bis Juli befristete Konzept ist mit kleinen Änderungen bis zum Dezember 2024 verlängert worden. Am 26. Juli 2024 gab der zuständige Aufgabenträger bekannt, dass auf der Linie RE 82 (Bielefeld Hbf – Horn-Bad Meinberg, ein Zugpaar von/bis Altenbeken) ab dem 26. August bis zum Fahrplanwechsel im Dezember übergangsweise DB Regio Leistungen erbringen wird. Dies wird auch darüber hinaus bis zunächst Dezember 2025 so fortgeführt.

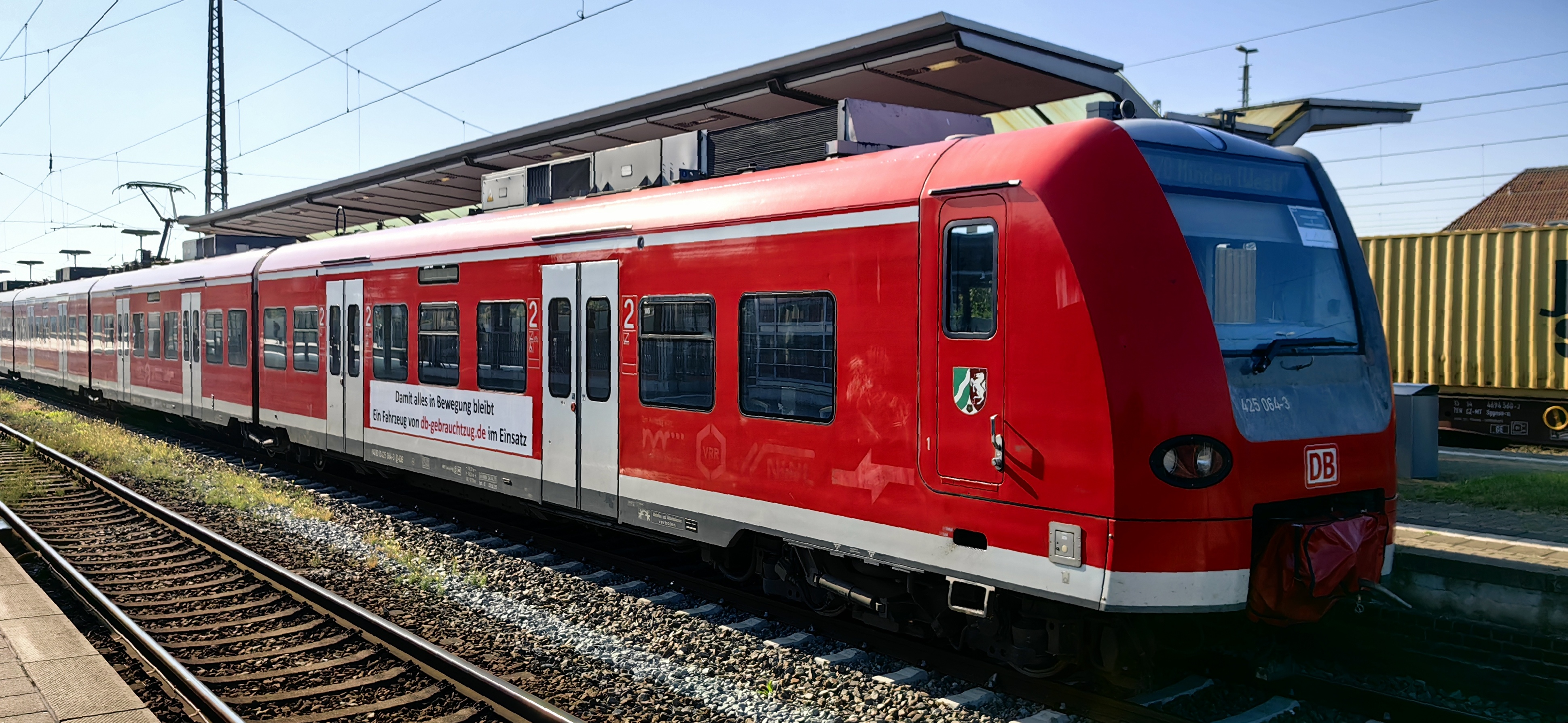
Triebwagen 425 064 (angemietet von DB Gebrauchtzug, ohne eurobahn-Logos), am ersten Einsatztag, 20. September 2024, Bahnhof Nienburg (Weser)

Ende August 2024 wurde bekannt, dass auch die Centralbahn AG wieder Zugleistungen der Eurobahn übernehmen wird. Dabei handelt es sich ab dem 20. September 2024 wie 2018 um Leistungen der Linie RE78. Hier kamen verschiedene Triebzüge der Baureihe 425 zum Einsatz, die die Centralbahn wiederum bei der Deutschen Bahn (DB-Gebrauchtzug) anmietete. Der Einsatz wurde im Januar 2025 beendet.
Seit Februar 2025 übernimmt TRI Train Rental Leistungen auf der Linie RE 3 im Auftrag der eurobahn. Eingesetzt werden vorwiegend n-Wagen sowie weitere einstöckige Reisezugwagen mit verschiedenen Elektrolokomotiven. Der Einsatz ist bis Ende des Jahres geplant. Die erste Fahrt des Tages beginnt in Köln Hbf und die letzte wird bis dorthin verlängert, gehalten wird dabei in Dormagen, Neuss Hbf und Düsseldorf-Bilk. Hier ersetzt der Zug eine Leistung der Linie RE 6 des Unternehmens National Express.
Nachdem die eurobahn den Betrieb des RE 13 im Februar 2025 aufgrund von Personalmangel auf einen Zweistundentakt reduziert hatte, übernimmt das Unternehmen Train Charter Services vom 28. April 2025 bis voraussichtlich zum Fahrplanwechsel im Dezember 2025 die meisten anderen Fahrten auf dem Abschnitt Venlo–Wuppertal. Zwischen Wuppertal und Hamm verkehren die Züge weiterhin nur alle 2 Stunden.